# Loggia Amulea
La Loggia Amulea est un palais de style néogothique situé sur le Prato della Valle, la plus grande place d'Italie, à Padoue.
Le palais a été le siège des pompiers de Padoue de 1906 à 1989 et il héberge aujourd'hui des bureaux communaux. Le front du bâtiment est caractérisé par un élégant loggiato. La salle voisine accueille la célébration des mariages.

## Source de traduction
- (it) Cet article est partiellement ou en totalité issu de l’article de Wikipédia en italien intitulé « Loggia Amulea » (voir la liste des auteurs).